# Відносини Мексики та Швейцарії
Відносини Мексики та Швейцарії стосуються дипломатичних відносин між Мексикою та Швейцарією. Обидві нації є членами Організації економічного співробітництва та розвитку та ООН.

## Історія
Офіційний контакт між Мексикою та Швейцарією був встановлений в 1827. Того ж року Швейцарія відкрила дипломатичний офіс в Мехіко. У 1832 р. обидві держави підписали Договір про дружбу і торгівлю, і Мексика відкрила дипломатичне представництво в Базелі. У 1945 р. обидві держави офіційно встановили дипломатичні відносини, а в 1946 р. Мексика відкрила дипломатичне представництво в Берні. У 1958 році обидві держави підняли свої дипломатичні місії до посольств.
Швейцарія підтримує міжнародне співробітництво на високому рівні завдяки тому, що в Женеві розташовано кілька установ ООН та інших міжнародних організацій. Щороку у Давосі проходить Всесвітній економічний форум в якому беруть участь високопоставлені мексиканські чиновники, включаючи президента Мексики; здійснюють поїздки до Швейцарії для зустрічі зі швейцарськими політиками та діловими особами.
У 2016 обидві держави відзначили 70 років дипломатичних відносин.
У 2018 приблизно 5219 громадян Швейцарії проживали в Мексиці.

## Відвідування високого рівня
Візити високого рівня з Мексики до Швейцарії
• Президент Карлос Салінас де Гортарі (1990)
• Президент Ернесто Седільо (1998)
• Президент Вісенте Фокс (2001, 2003, 2004)
• Президент Феліпе Кальдерон (2007, 2009, 2010, 2011)
• Президент Енріке Пенья Ньєто (2014)
Візити високого рівня зі Швейцарії до Мексики
• Міністр закордонних справ П'єр Обер (1984)
• Міністр закордонних справ Рене Фельбер (1989)
• Міністр економіки Жан-Паскаль Деламюра (1995)
• Міністр економіки Паскаль Кушепін (1998, 2000)
• Президент Джозеф Дайс (2004)
• Президент Йоганн Шнайдер-Амманн (2013, 2016)

## Двосторонні угоди
Обидві держави підписали кілька двосторонніх угод, таких як Угода про повітряні перевезення (1966); Угода про уникнення подвійного оподаткування та ухилення від сплати податків (1994); Угода про сприяння та взаємний захист інвестицій (1995 р.); Угода про взаємну адміністративну допомогу в митних справах (2008); Меморандум про взаєморозуміння про співпрацю між Мексиканське агентство з міжнародного співробітництва в галузі розвитку (AMEXCID) та Швейцарським агентством з розвитку та співробітництва (2013); Меморандум про взаєморозуміння у галузі співпраці і у галузі охорони здоров'я (2016 р.) Та Угода про кінематографічну співпрацю (2017 р.)

## Освіта
Colegio Suizo de México — швейцарська міжнародна початкова та середня школа в Мексиці, яка обслуговує еміграційні швейцарські сім'ї; також є поселення швейцарців в Куернавака, Мехіко та Керетаро.

## Транспорт
Прямі рейси між Канкуном та Цюрихом виконуються авіакомпанією Edelweiss Air.

## Торгові відносини
У 2001 році Мексика підписала угоду про вільну торгівлю з Європейською асоціацією вільної торгівлі, яка включає Ісландію, Ліхтенштейн, Норвегію та Швейцарію. У 2019 р. Двостороння торгівля між Мексикою та Швейцарією становила 2 млрд доларів США. У період між 1999—2016 роками швейцарські компанії інвестували в Мексику понад 9 млрд доларів США. Кілька швейцарських багатонаціональних компаній базуються та працюють у Мексиці, такі як Credit Suisse, Holcim, Nestlé, Novartis та UBS. Мексиканські транснаціональні компанії, такі як Cemex та Vitro, працюють у Швейцарії.

## Резидентські дипломатичні місії
- Мексика має посольство в Берні.

- Швейцарія має посольство в Мехіко.